# Wishmaster (album)
Wishmaster is het derde album van de Finse band Nightwish, uitgebracht in 2000. Op de cd staan de volgende nummers:

## Tracklist
1. She is my sin
2. The kinslayer
3. Come cover me
4. Wanderlust
5. Two for tragedy
6. Wishmaster
7. Bare grace misery
8. Crownless
9. Deep silent complete
10. Dead boy's poem
11. FantasMic
12. Sleepwalker (bonustrack op de limited edition-uitgave)

Met het nummer Sleepwalker deed Nightwish in 2000 mee aan de Finse voorrondes van het Eurovisiesongfestival. In de finale haalden ze het net niet, ondanks de overweldigende meerderheid aan voorkeurstemmen die ze ontvingen.